# Giacinto Carini
«Джачінто Каріні» (італ. Giacinto Carini) — ескадрений міноносець типу «Джузеппе Ла Маса» ВМС Італії першої половини XX століття.

## Історія створення
«Джачінто Каріні» був закладений 1 вересня 1916 року на верфі «Cantiere navale di Sestri Ponente» в Генуї. Спущений на воду 7 листопада 1917 року, вступив у стрій 30 листопада 1917 року.
Свою назву отримав на честь італійського політика, військовика, учасника боротьби за незалежність Італії Джачінто Каріні.

## Історія служби

### Перша світова війна
Після вступу у стрій «Джачінто Каріні» був включений до складу IV ескадри есмінців і базувався в Бріндізі.
10 березня 1918 року італійські есмінці «Джачінто Каріні», «Алессандро Поеріо», «Карло Мірабелло», «Аугусто Ріботі», «Чезаре Россарол», «Піладе Брондзетті», «Антоніо Мосто», «Іпполіто Ньєво» та французькі «Каск» мав прикривати атаку торпедних човнів на австро-угорський порт Порторозе. Операція була скасована через погану погоду. Наступна операція 16 березня також була скасована через негоду. Напад 18 березня був скасований, оскільки розвідка доповіла, що австрійський флот залишив порт.
У ніч з 9 на 10 квітня 1918 року ескадра у складі 6 чи 7 італійських та французьких міноносців супроводжувала 3 лінійні кораблі під час переходу з Бріндізі в Таранто. В умовах поганої погоди есмінець «Джачінто Каріні» протаранив «Бенедетто Кайролі» по центру корпусу, внаслідок чого той за годину затонув. Один член екіпажу загинув, решту підібрав австралійський есмінець «Торренс».
«Джачінто Каріні» теж зазнав пошкоджень, його ремонт закінчився після закінчення Першої світової війни.

### Міжвоєнний період
30 серпня 1923 року, під час «кризи Корфу», «Джачінто Каріні» був у складі ескадри, яка діяла біля берегів Корфу.
У 1929 році корабель був перекласифікований у міноносець.

### Друга світова війна
Зі вступом Італії у Другу світову війну «Джачінто Каріні» був включений до складу XVI ескадри міноносців (куди також входили «Куртатоне», «Кастельфідардо», «Калатафімі», «Монцамбано» «Джузеппе Ла Маса») і базувався у Ла-Спеції. Під час війни корабель залучався в основному до ескортних місій.
9-15 червня 1940 року «Джачінто Каріні», «Куртатоне» і міноносець «Сіріо» супроводжували мінні загороджувачі, які здійснили постановки мін поблизу Ельби.
Наприкінці 1940 року корабель був модернізований. На ньому були демонтовані 102-мм і 76-мм гармати, натомість було встановлено вісім 20-мм зенітних гармат. Два 450-мм торпедні апарати були замінені на три 533-мм.
У квітні 1941 року на кораблі був встановлений радар EC3/ter «Gufo».
Після капітуляції Італії «Джачінто Каріні» і «Нікола Фабріці» перейшли на Мальту, де приєднались до інших італійських кораблів. Протягом 1943—1945 років вони здійснювали супровід кораблів союзників біля берегів Південної Італії.

### Післявоєнна служба
У 1953 році застарілий корабель був перекласифікований у тральщик, йому був присвоєний номер «M 5331».
У 1958 році корабель був перекласифікований у понтон з номером «GM 517» і використовувався для навчання курсантів.
У 1963 році він був зданий на злам.

## Цікаві факти
У 1916 році кораблем командував капітан III рангу, майбутній адмірал, Карло Бергаміні.